# Apollo 6
Apollo 6, gelanceerd in april 1968, was de tweede en laatste onbemande testvlucht van de Saturnus V-raket in het Apollo-programma.

## Doelstelling
Dit was de definitieve testvlucht van de Saturnus V vóór zijn eerste bemande vlucht (Apollo 8). Het was ook de eerste keer dat de High Bay 3 in het Vertical Assembly Building (VAB) gebruikt werd.
Een andere doelstelling was het testen van het terugkeersysteem van de commandomodule door het simuleren van terugkeer van de maan onder extreme omstandigheden. Deze doelstelling werd niet gehaald wegens falen van de J-2-raketmotor.

## De vlucht

### De lancering

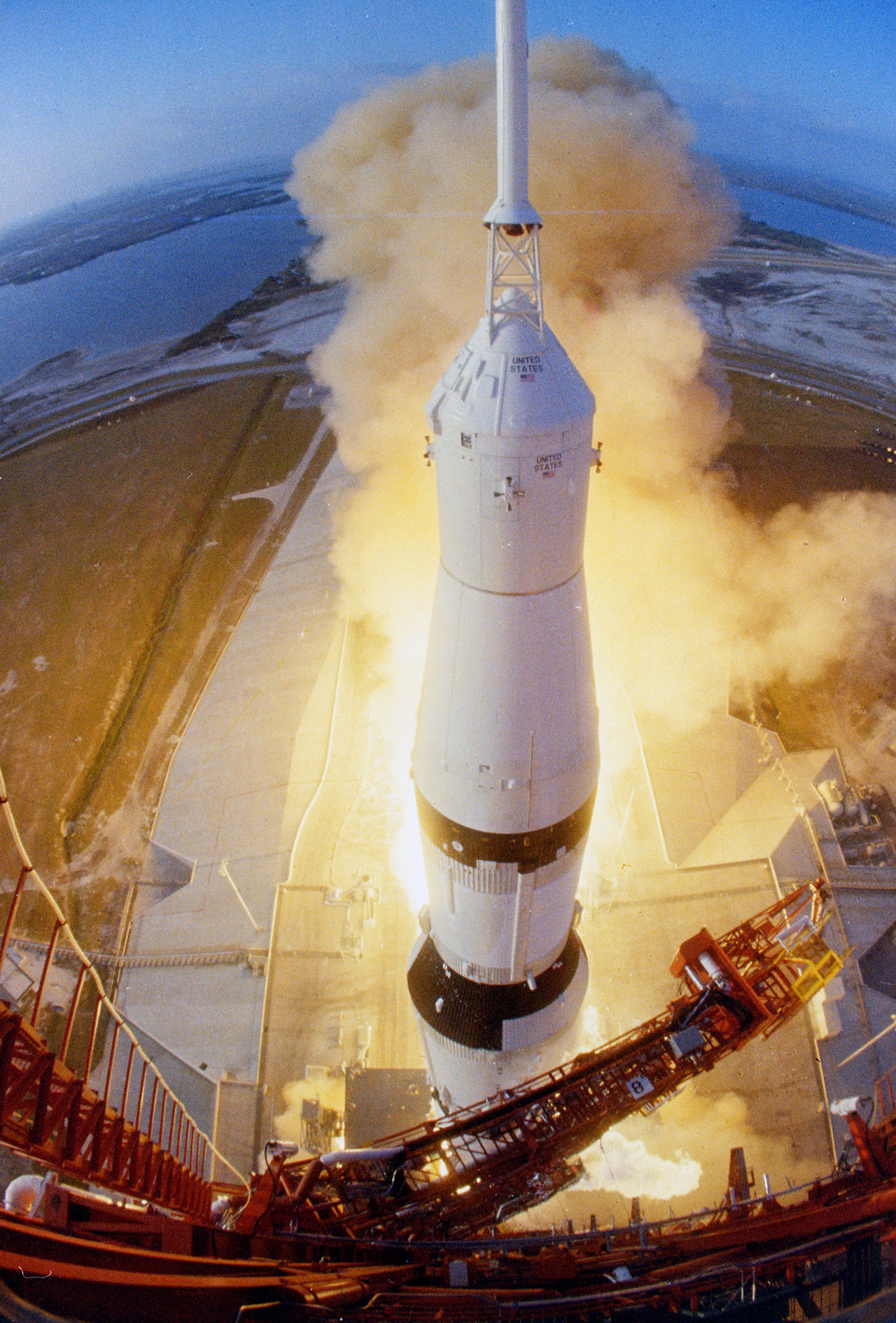
Lancering van de Apollo 6 gefilmd met een camera boven op de lanceertoren

Apollo 4, de eerste vlucht met de Saturnus V-raket, had een perfecte vlucht, maar Apollo 6 had al snel problemen. Twee minuten na de start waren er gedurende circa 30 seconden zware pogo-oscillaties. NASA legde later uit:
Pogo-oscillaties ontstaan door fluctuaties in de stuwkracht van de motoren. Dat is een normale eigenschap van motoren. Alle motoren hebben daar last van doordat de verbranding van de brandstof niet helemaal uniform verloopt. Nu wordt de motor gevoed door een pijp die de brandstof uit de tanks naar de motor brengt. De pijp is ongeveer even lang als een orgelpijp zodat bij een bepaalde eigenfrequentie de pijp daadwerkelijk als een orgelpijp gaat resoneren. De bouw van de raket lijkt op een stemvork. Als je die op de juiste manier aanslaat ontstaat een longitudinale oscillatie. De interactie tussen de diverse frequenties maken dat de hele raket gaat oscilleren (als een pogo-stick).
Deels veroorzaakt door de pogo ontstonden problemen in de koppeling naar de Commando en Service Module (CSM) en het model op ware grootte van de Lunar Module. Door camera's werd vastgesteld dat na 2 minuten en 13 seconden diverse stukken losraakten en vielen.
Nadat de eerste trap was afgestoten ontbrandde de tweede trap van de raket. Van de vijf motoren gaf motor 2 gedurende ruim 100 seconden onvoldoende stuwkracht en bijna 7 minuten na lancering hield motor 2 er helemaal mee op. Twee seconden later viel ook motor 3 stil. De boordcomputer was in staat de motoruitval te compenseren door de overige motoren bijna een minuut langer te laten werken en ook de derde trap 29 seconden langer dan normaal te laten branden.

### In de baan
Als gevolg van de problemen bij de lancering waren de CSM en derde trap in een 178-bij-367-km-baan terechtgekomen in plaats van de geplande 160 km lange cirkelvormige baan. Na twee banen met controles van de raket bleek dat de derde trap niet herstart kon worden. Met deze ontbranding had de Trans-Lunar Injection Burn gesimuleerd moeten worden, de boost die de astronauten uit de baan om de aarde naar de maan zou moeten sturen.
Er werd besloten de motor van de Service Module te gebruiken om het ruimteschip in een hogere baan te krijgen zodat een aantal van de doelstellingen van de missie alsnog gehaald kon worden. Deze motor werkte 442 seconden en bracht de Apollo 6 tot 22 200 km hoogte.
Er was echter onvoldoende brandstof over voor een snelle terugkeer naar de aarde. Het ruimtevaartuig kwam de atmosfeer binnen met een snelheid van 10 000 m/s in plaats van de geplande 11 270 m/s. Hierdoor landde de Apollo 6 circa 80 km van het geplande landingspunt.
Tien uur na de lancering werd de Apollo 6 aan boord van de USS Okinawa getakeld.

## Oorzaken en oplossingen van de problemen
De oorzaak van de pogo-oscillatie gedurende de eerste fase van de vlucht was bekend. Echter, men dacht dat de raket voldoende 'ontstemd' was. Om resonantie verder te verminderen besloot men de holtes met helium te vullen.
De problemen van de twee motoren in de tweede trap waren terug te voeren op een gescheurde brandstofleiding naar de ontbranders van de motoren. De ontbrander wordt gevoed door een dunne flexibele leiding met vloeibare waterstof en vloeibare zuurstof. Tijdens het branden van de tweede trap brak de waterstofleiding van ontbrander drie door trillingen. Daardoor kwam er pure zuurstof in de drukkamer, met als gevolg een plaatselijk hogere temperatuur en uiteindelijk falen. De daling van de druk werd gedetecteerd en leidde tot een shut-downcommando. Door een bedradingsfout ging het shut-downcommando naar motor 2. Nadat motor 2 gestopt was, werd door het wegvallen van de druk een shut-downcommando naar motor 3 gestuurd.
Dat de problemen met de leidingen van de ontbranders niet waren gevonden tijdens testen vooraf, bleek veroorzaakt door condensatie van lucht op de extreem koude leidingen met vloeibare waterstof waardoor de trillingen werden gedempt. Na de vlucht van de Apollo 6 is getest in een vacuümkamer en bleek het probleem reproduceerbaar. De oplossing van het probleem was eenvoudig: de flexibele leiding werd vervangen door een van roestvrij staal.
Het probleem met het herstarten van de derde trap bleek dezelfde oorzaak te hebben: dezelfde ontbrander werd gebruikt.

## Camera's

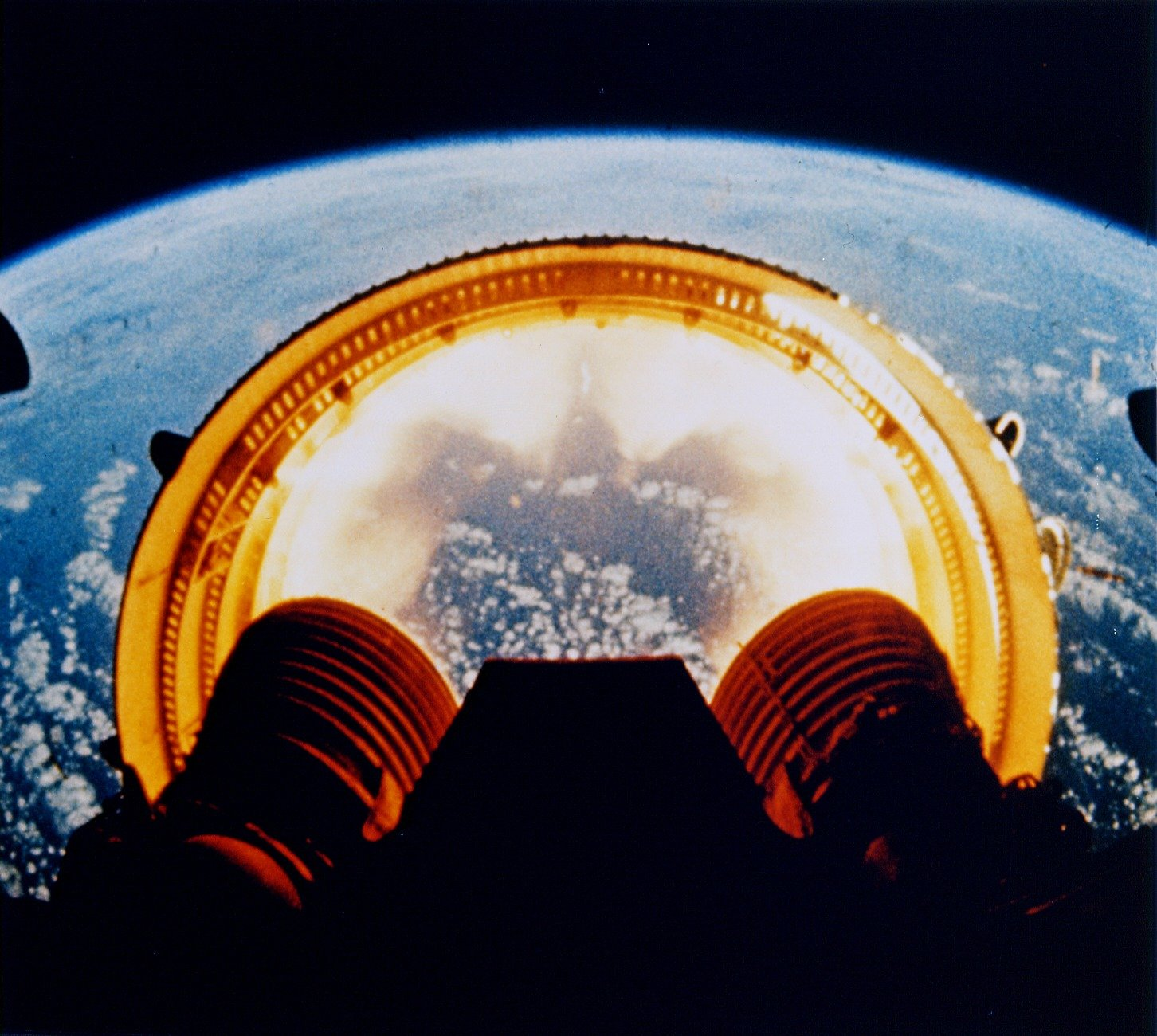
Terugvallende eerste-tweede trap tussenring

Vaak is tijdens documentaires beeldmateriaal nodig van een lancering van een Saturnus V. Een van de meest gebruikte stukken toont de tussenring tussen de eerste en tweede trap die wegvalt. Vaak wordt deze opname toegeschreven aan de vlucht van Apollo 11, maar in feite is de opname gemaakt tijdens de vlucht van Apollo 6. De filmcamera's werden afgestoten vlak na het afstoten van de tussenring. Ze vielen terug in de atmosfeer en daalden vervolgens aan een parachute in de oceaan waar ze bleven drijven tot ze werden opgepikt. Doordat de film met een hogesnelheidscamera is gemaakt lijken deze beelden in een documentaire in slow-motion.

## Capsulelocatie
De Apollo 6 Commando Module wordt tentoongesteld in het Fernbank Science Center, Atlanta.